# Pigmentozni retinitis
Pigmentózni retinítis (latinsko retinitis pigmentosa, kratica RP) je genetska bolezen oči, ki povzroča izgubo vida. Simptomi vključujejo slabši nočni vid in slabši periferni vid (stranski vid). Ko se periferni vid poslabša, se pri človeku lahko pojavi »tunelski vid«. Popolna slepota je redka. Simptomi se običajno začnejo postopoma in pogosto v otroštvu.
Pigmentozni retinitis se običajno deduje. Vpletene so mutacije več kot 50 genov. Osnovni mehanizem nastanka vključuje postopno izgubo paličastih fotoreceptorskih celic (paličnic) na očesnem ozadju. Temu na splošno sledi izguba stožčastih fotoreceptorskih celic (čepnic). Temelj diagnostike je pregled mrežnice, ki pokaže temne depozite pigmenta. Druge, podporne preiskave lahko vključujejo elektroretinografijo, preiskavo vidnega polja ali genetsko testiranje.
Pigmentoznega retinitisa danes še ne znamo pozdraviti. Težave poskušamo blažiti s pripomočki za izboljšanje vida, prenosno rasvetljavo ali treningom orientacije in mobilnosti. Slabšanje lahko upočasnijo dopolnila s palmitatom vitamina A. Pri nekaterih ljudeh s hudo boleznijo se lahko uporabi vizualna proteza. Bolezen naj bi se pojavljala pri 1 od 4000 ljudi.